# Szlarnik białorzytny
Szlarnik białorzytny (Zosterops borbonicus) – gatunek małego ptaka z rodziny szlarników (Zosteropidae). Jest endemitem wyspy Reunion. Według IUCN jest to gatunek najmniejszej troski.

## Systematyka
Gatunek ten opisał Mathurin Jacques Brisson w 1760 w 3. tomie swego 6-tomowego dzieła Ornithologie. Nadał mu francuską nazwę Le Figuier de l’Isle de’ Bourbon oraz łacińską Ficedula Borbonica, a do opisu dołączył czarno-biały rysunek autorstwa Martineta. Łacińskie nazwy nadane przez Brissona w tejże publikacji nie są jednak zgodne z zasadami nazewnictwa binominalnego i Międzynarodowa Komisja Nomenklatury Zoologicznej ich nie uznaje. Nazwę zgodną z zasadami nazewnictwa binominalnego, Motacilla borbonica, nadał temu gatunkowi Johann Reinhold Forster w 1781 roku w pracy Indische Zoologie oder systematische Beschreibungen seltener und unbekannter Thiere aus Indien, a konkretnie w aneksie będącym spisem gatunków, w którym jako autor wymieniony jest walijski przyrodnik Thomas Pennant. Publikacja Forstera była rozwinięciem i uzupełnieniem zapoczątkowanej przez Pennanta w 1769 roku, ale nieukończonej i porzuconej pracy na temat fauny Indii i okolicznych wysp. Niektóre źródła uznają zatem Pennanta za autora nazwy binominalnej, jednak sam Pennant w opublikowanym w 1790 roku drugim wydaniu Indian zoology nadmienia, że autorem aneksu był Forster.
Obecnie zazwyczaj wyróżnia się trzy podgatunki Z. borbonicus:
- Zosterops b. alopekion Storer & Gill, 1966
- Zosterops b. borbonicus (J.R. Forster, 1781)
- Zosterops b. xerophilus Storer & Gill, 1966.

Autorzy Birds of the World uznają ten gatunek za monotypowy. Do niedawna za podgatunek szlarnika białorzytnego uznawany był szlarnik popielaty (Zosterops mauritianus), ale – jak wykazano w 2010 – oba taksony różnią się genetycznie.

### Etymologia
- Zosterops (Fosterops): gr. ζωστηρ zōstēr, ζωστηρος zōstēros „pas”; ωψ ōps, ωπος ōpos „oko”[15].
- borbonicus:  od dawnej nazwy wyspy Reunion – Île de Bourbon[16].

## Morfologia
Mały ptak o szpiczastym, zakrzywionym, stosunkowo długim, ołowianym dziobie. Nogi i stopy ołowianoszare. Tęczówki od jasnoorzechowych do kasztanowych lub matowobrązowych. Nie występuje dymorfizm płciowy. Dorosłe ptaki mają górę głowy, grzbiet i pokrywy górne łupkowoszare lub ciemnobrązowe, zad i pokrywy nadogonowe są białe. Brak charakterystycznych dla większości gatunków szlarników obrączek ocznych. Lotki czarniawe o wąskich łupkowatych krawędziach, ogon czarniawy z szarawymi zewnętrznymi i białawymi wewnętrznymi krawędziami sterówek. Spodnie części ciała jaśniejsze od górnych, od siwobiałych do popielatoszarych. U form zabarwionych na brązowo brzuch i boki od szarobrązowych do brązowych. Długość ciała 10,7–11,4 cm, masa ciała 7,3–11,1 g.

## Zasięg występowania
Szlarnik białorzytny występuje tylko na wyspie Reunion. Zasięg występowania (EOO, Extent of Occurrence) według szacunków organizacji BirdLife International obejmuje około 2700 km². Poszczególne podgatunki zamieszkują:
- Zosterops b. alopekion – góry w centrum Reunionu,
- Zosterops b. borbonicus – północne i wschodnie zbocza gór Reunionu,
- Zosterops b. xerophilus – zachodnie wybrzeże wyspy.

## Ekologia
Jego głównym habitatem są zarośla, wrzosowiska, wiecznie zielone lasy, ogrody, lasy górskie na wysokości do 2800 m n.p.m. Sezonowo występuje w niższych partiach wyspy. Stwierdzono przystosowanie tego gatunku do lasów wtórnych oraz użytków rolnych, ogrodów, plantacji i upraw rolnych. Jest gatunkiem osiadłym. Długość pokolenia jest określana na 3,5 roku.
Dieta tego gatunku składa się głównie z owadów: pluskwiaków (Hemiptera), prostoskrzydłych (Orthoptera), ważek (Odonata), chrząszczy (Coleoptera), motyli (Lepidoptera) i gąsienic. Zjada także nektar i owoce m.in. Aphloia theiformis, lantany pospolitej (Lantana camara), pieprzu brazylijskiego (Schinus terebenthifolius). Nektar uzyskuje z różnych gatunków roślin m.in. lantany pospolitej, kuflika cytrynowego (Callistemon citrinus), czapetki jambos (Syzygium jambos), Hypericum lanceolatum, Sophora denudata, Gaertnera vaginata. Łącznie stwierdzono spijanie nektaru z więcej niż 24 gatunków roślin. Żeruje w hałaśliwych grupach od 4 do 10 osobników, czasem do 20, a wyjątkowo w dużych stadach liczących ponad 200 osobników. Czasami dołącza do nich muchodławka maskareńska (Terpsiphone bourbonnensis).

### Rozmnażanie
Sezon lęgowy przypada na okres od września do grudnia, czasami trwa aż do lutego. Ptak ten buduje niewielkie, delikatne gniazda w formie miseczki o średnicy zewnętrznej 60–65 mm i wewnętrznej 45–55 mm, wysokości 45–52 mm i głębokości do 45 mm. Gniazdo zbudowane jest z cienkich łodyg, wyścielone mchem, porostami lub martwymi liśćmi. Gniazda umieszczone są na drzewach na wysokości od 1 do 5 metrów. W lęgu 2–3, rzadko 4 bladoniebieskie jaja o wymiarach 17–19 mm na 13–14 mm. Okres inkubacji 10–12 dni.

## Status zagrożenia
W Czerwonej księdze gatunków zagrożonych Międzynarodowej Unii Ochrony Przyrody gatunek ten został zaliczony do kategorii LC (ang. Least Concern – gatunek najmniejszej troski). Liczebność populacji jest szacowana na więcej niż 100 tys., a mniej niż 500 tys. dorosłych osobników. BirdLife International ocenia trend liczebności populacji jako trudny do określenia z powodu niepewności co do wpływu zmian habitatu na ten gatunek.